# Afrotysonia
Afrotysonia – rodzaj roślin z rodziny ogórecznikowatych (Boraginaceae). Obejmuje trzy gatunki występujące we wschodniej i południowej Afryce. 

## Systematyka
Pozycja według APweb (aktualizowany system APG III z 2009)
Rodzaj z ogórecznikowatych (Boraginaceae) w obrębie kladu różowych.
Wykaz gatunków
- Afrotysonia africana (Bolus) Rauschert
- Afrotysonia glochidiata (R.R.Mill) R.Mill
- Afrotysonia pilosicaulis R.R.Mill